# Colby Minifie
Colby Minifie (New York, 31 gennaio 1992) è un'attrice statunitense, nota per aver interpretato Robyn nella serie TV Jessica Jones e Ashley in The Boys.

## Filmografia parziale

### Cinema
- Gli ostacoli del cuore, regia di Shana Feste (2009)
- The Winning Season, regia di James C. Strouse (2009)
- Beware the Gonzo, regia di Bryan Goluboff (2010)
- Camilla Dickinson, regia di Cornelia Moore (2012)
- Deep Powder, regia di Mo Ogrodnik (2013)
- Don't Think Twice, regia di Mike Birbiglia (2016)
- I Didn't Come Here to Make Love, regia di Thomas Brunot (2017)
- Sto pensando di finirla qui, regia di Charlie Kaufmann (2020)

### Televisione
- Law & Order - I due volti della giustizia - serie TV, episodio 19x11 (2009)
- Eden - serie TV, episodi0 1x01 (2011)
- Glee - serie TV, episodio 3x06 (2011)
- Nurse Jackie - Terapia d'urto - serie TV, episodio 4x02 (2012)
- Law & Order - Unità vittime speciali - serie TV, episodio 14x20 (2013)
- The Blacklist - serie TV, episodio 1x07 (2013)
- The Michael J. Fox Show - serie TV, episodio 1x21 (2014)
- Black Box - serie TV, episodio 1x03 (2014)
- Jessica Jones - serie TV, 5 episodi (2015)
- Paterno - film TV (2018)
- Madam Secretary - serie TV, 1 episodio (2018)
- Dietland - serie TV, 2 episodi (2018)
- La fantastica signora Maisel - serie TV, 3 episodi (2018)
- Blindspot - serie TV, episodio 4x18 (2019)
- The Boys - serie TV (2019-in corso)
- Fear the Walking Dead - serie TV, 11 episodi (2019-2021)
- Gen V - serie TV (2023)

## Doppiatrici italiane
Nelle versioni in italiano delle opere in cui ha recitato, Colby Minifie è stata doppiata da:
- Perla Liberatori in The Boys, Gen V
- Giulia Franceschetti ne La fantastica signora Maisel
- Virginia Brunetti in Fear the Walking Dead